# 安東尼·曼格尼爾

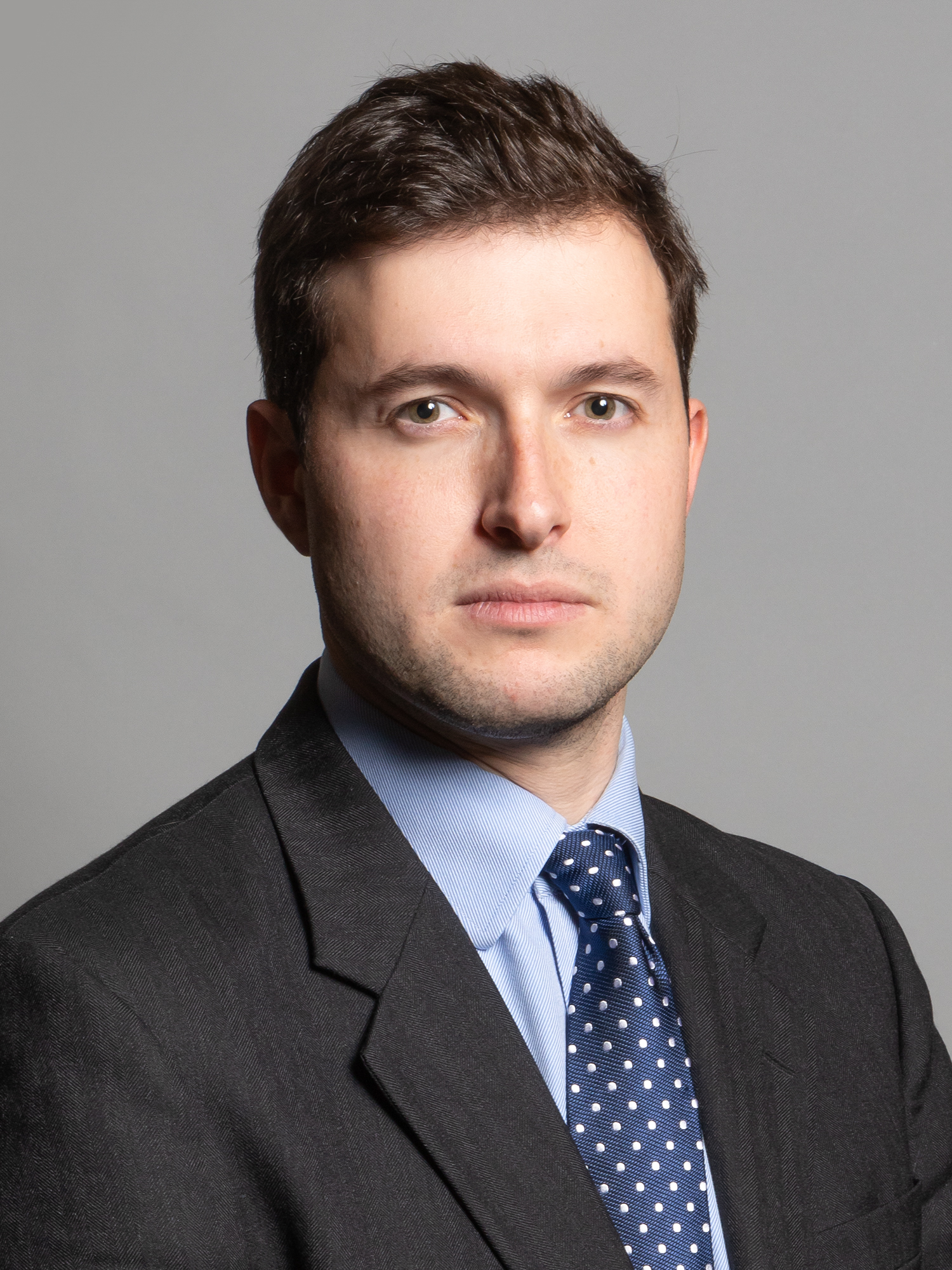

安東尼·曼格尼爾（英語：Anthony James Holland Mangnall，1988年8月12日—）是英國的一位政治家，所屬政黨是保守黨。他在2019年英國大選中當選托特尼斯的議員。 